# Diplocephalus bicephalus
Diplocephalus bicephalus là một loài nhện trong họ Linyphiidae.
Loài này thuộc chi Diplocephalus. Diplocephalus bicephalus được Eugène Simon miêu tả năm 1884.